# Diplomatic Immunity
Diplomatic Immunity – debiutancki album amerykańskiego zespołu hip-hopowego The Diplomats. Został wydany 25 marca, 2003 roku. Album został zatwierdzony jako złoto przez RIAA.

## Lista utworów

### CD 1
| Tytuł                                        | Producent(ci)            | Wykonawcy                                      | Czas | Sample                                |
| -------------------------------------------- | ------------------------ | ---------------------------------------------- | ---- | ------------------------------------- |
| 1. "Un Casa"                                 | Kanye West, Brian Miller | Cam’ron & Un Kasa                              | 3:38 |                                       |
| 2. "Juelz Santana (Interlude)"               |                          | Freekey Zekey & Jim Jones                      | 0:56 |                                       |
| 3. "Who Am I"                                | Heatmakerz               | Juelz Santana                                  | 4:19 | *"Who Am I" – The O’Jays              |
| 4. "Ground Zero"                             | Spike n' Jamahl          | Juelz Santana, Cam’ron, & Jim Jones            | 5:13 | *"Headed for a Heartbreak" – Winger   |
| 5. "Real Niggas (Interlude)"                 | DR Period                | Freekey Zekey, Monique Chandler                | 1:28 |                                       |
| 6. "Real Niggas"                             | DR Period                | Cam’ron, Juelz Santana, & Jim Jones            | 3:46 | *"Cry Together" – The O’Jays          |
| 7. "Have You Seen Juelz Santana (Interlude)" |                          | Freekey Zekey, Shaniqua Williams               | 0:44 |                                       |
| 8. "More Than Music"                         | Heatmakerz               | Juelz Santana                                  | 4:08 | *"Help(Somebody Please)" – The O’Jays |
| 9, "Beautiful Noise"                         | Charlemagne, E-Bass      | Jim Jones & Cam’ron                            | 4:39 |                                       |
| 10. "Dipset Anthem"                          | Heatmakerz               | Juelz Santana & Cam’ron                        | 4:09 | *"One In A Million" – Sanchez         |
| 11. "Hey Ma [Remix]"                         | DR Period, Mafia Boy     | Cam'Ron, Juelz Santana, & Toya                 | 5:17 |                                       |
| 12. "Hell Rell (Interlude)"                  |                          | Freekey Zekey, Hell Rell                       | 2:03 |                                       |
| 13. "This Is What I Do"                      | Heatmakerz               | Cam’ron & Hell Rell                            | 4:05 |                                       |
| 14. "Gangsta"                                | Ralph Random             | Juelz Santana & Cam’ron                        | 5:14 |                                       |
| 15. "Hell Rell Freestyle"                    |                          | Cam’ron, Jim Jones, Juelz Santana, & Hell Rell | 1:46 |                                       |

### CD 2
| Tytuł                                     | Producent(ci)            | Wykonawcy                                      | Czas             | Sample                                            |
| ----------------------------------------- | ------------------------ | ---------------------------------------------- | ---------------- | ------------------------------------------------- |
| 1. "I Really Mean It/Phone Skit 1"        | Just Blaze               | Cam’ron & Jim Jones                            | 4:21 (4:04/0:17) | *"I Got Over Love" – Major Harris                 |
| 2. "My Love"                              | Heatmakerz               | Juelz Santana & Freeway                        | 3:22             | *"Look What You've Done" – The Moments            |
| 3. "I Love You/Phone Skit 2"              | Heatmakerz               | Juelz Santana & Cam’ron                        | 4:11 (4:00/0:11) | *"I Stand Accused" – Jerry Butler                 |
| 4. "Purple Haze/Phone Skit 3"             | Heatmakerz               | Cam’ron                                        | 4:38 (3:46/0:52) | *"Too Blind To See" – Dorothy Moore               |
| 5. "The First"                            | Hiroshima                | Jim Jones, Cam’ron, & Juelz Santana            | 4:55             | "Let There be Light" – Jeff Tyzik                 |
| 6. "Juelz Santana the Great/Phone Skit 4" | Heatmakerz               | Juelz Santana                                  | 4:57 (4:03/0:54) | *"With These Hands" – The Delfonics               |
| 7. "DJ Enuff Freestyle"                   | Heatmakerz               | Cam’ron, Juelz Santana & Jim Jones             | 5:11             | *"Mirrors Of My Soul" – O.V. Wright               |
| 8. "What's Really Good/Phone Skit 5"      | Paperchase Inc., E. Bass | Cam’ron, Jim Jones, Juelz Santana, & DMX       | 6:02 (5:00/1:02) |                                                   |
| 9. "I’m Ready"                            | Heatmakerz               | Juelz Santana, Jim Jones, & Cam’ron            | 4:41             | *"Yes, I’m Ready" – Barbara Mason                 |
| 10. "Bout It Bout It...Part III"          | Craig Lawson             | Cam’ron, Jim Jones, & Master P                 | 5:20             |                                                   |
| 11. "Built This City"                     | Just Blaze               | Cam’ron, Jim Jones, Juelz Santana, & Hell Rell | 6:03             | *"We Built This City on Rock And Roll" – Starship |
| 12. "Let’s Go"                            | Heatmakerz               | Cam’ron & Juelz Santana                        | 2:03             | *"Let’s Get It On" – Marvin Gaye                  |